# Celles (Hérault)
Celles település Franciaországban, Hérault megyében. Lakosainak száma 25 fő (2022. január 1.). Celles Le Bosc, Clermont-l’Hérault, Octon és Le Puech községekkel határos.

## Népesség
A település népességének változása:
| Lakosok száma | 29   | 10   | 14   | 28   | 32   | 35   | 32   | 27   | 30   | 25   |
|               | 1968 | 1982 | 1990 | 2006 | 2013 | 2015 | 2017 | 2019 | 2020 | 2022 |